# Église Saint-Budoc
Pour les articles homonymes, voir Église Saint-Budoc.
L'église Saint-Budoc est une église de confession catholique située à Beuzec-Conq (commune de Concarneau) en Bretagne (France).

## Historique
L'église est construite au XVIIe siècle par les seigneurs de Coatconq sur les hauteurs de Beuzec-Conq et du fleuve Moros. À la fin du XVIIIe siècle, elle perd son clocher qui servait de repère aux marins pour localiser l'entrée du port. L'église continue de se dégrader au cours du XIXe siècle et il faut attendre 1890 pour que commencent les travaux de restauration. Les travaux sont effectués sous la direction de l’architecte diocésain Joseph Bigot. Il ne subsiste que quelques éléments de la structure originale comme le bénitier. L'église est dédiée à saint Budoc mais n'a jamais été officiellement consacrée.
Saint Budoc est le fils d'Azénor, laquelle a une statue dans l'église ; elle est représentée accompagnée du tonneau dans lequel, selon la légende, elle fut jetée dans la mer lorsqu'elle fut enceinte.

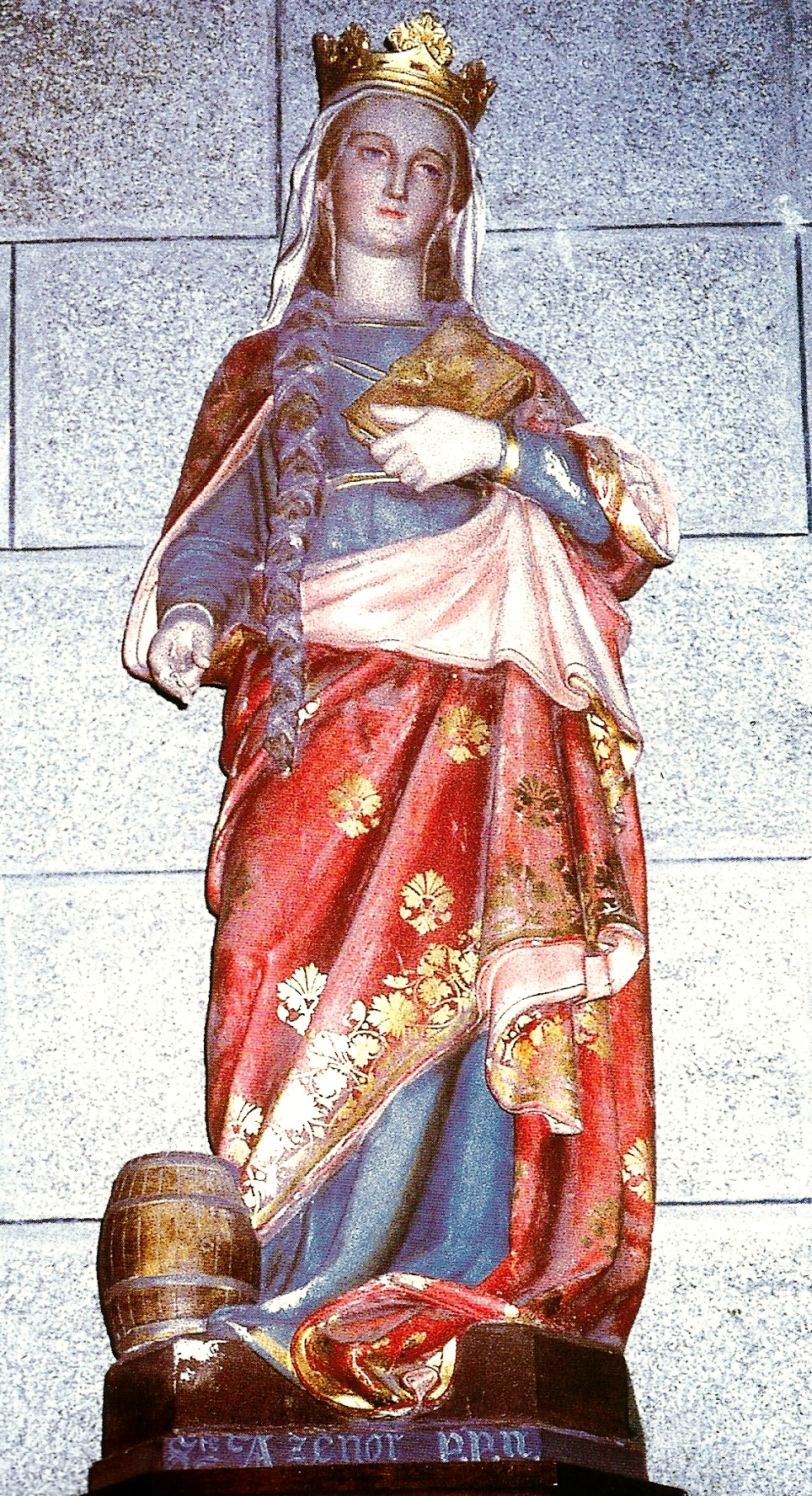
Église paroissiale Saint-Budoc : statue d'Azénor avec son tonneau.

## Description
Le bâtiment est construit en granite sur la base d'un plan en Croix latine à trois vaisseaux. Elle dispose d'une nef de cinq travées avec bas-côtés. Le chœur dispose d'une travée avec bas-côtés et chevet droit. Le bénitier et les fonts baptismaux datent du XVIIe siècle. L'église dispose de deux petites chapelles latérales.

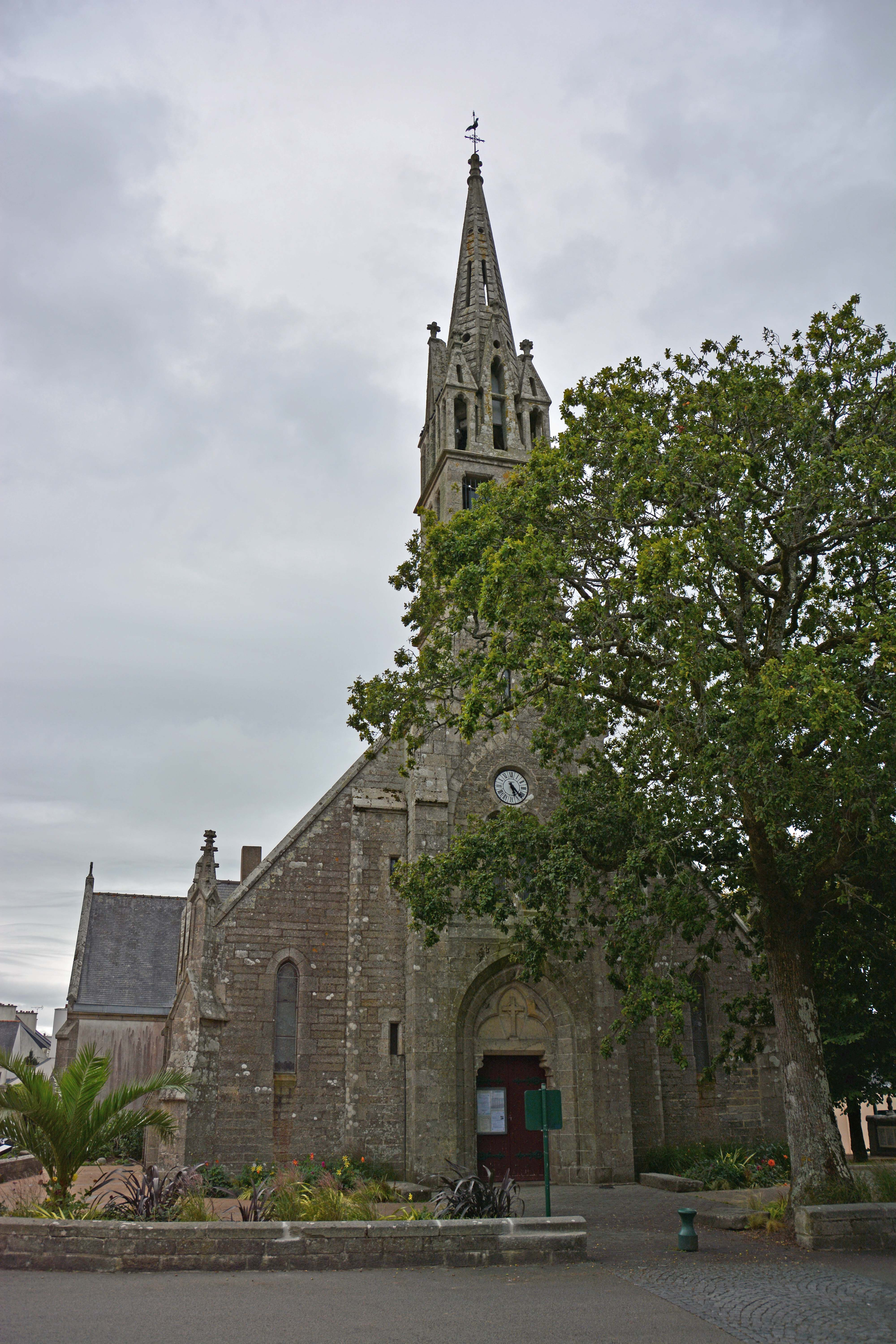
La façade occidentale de l'église Saint-Budoc.
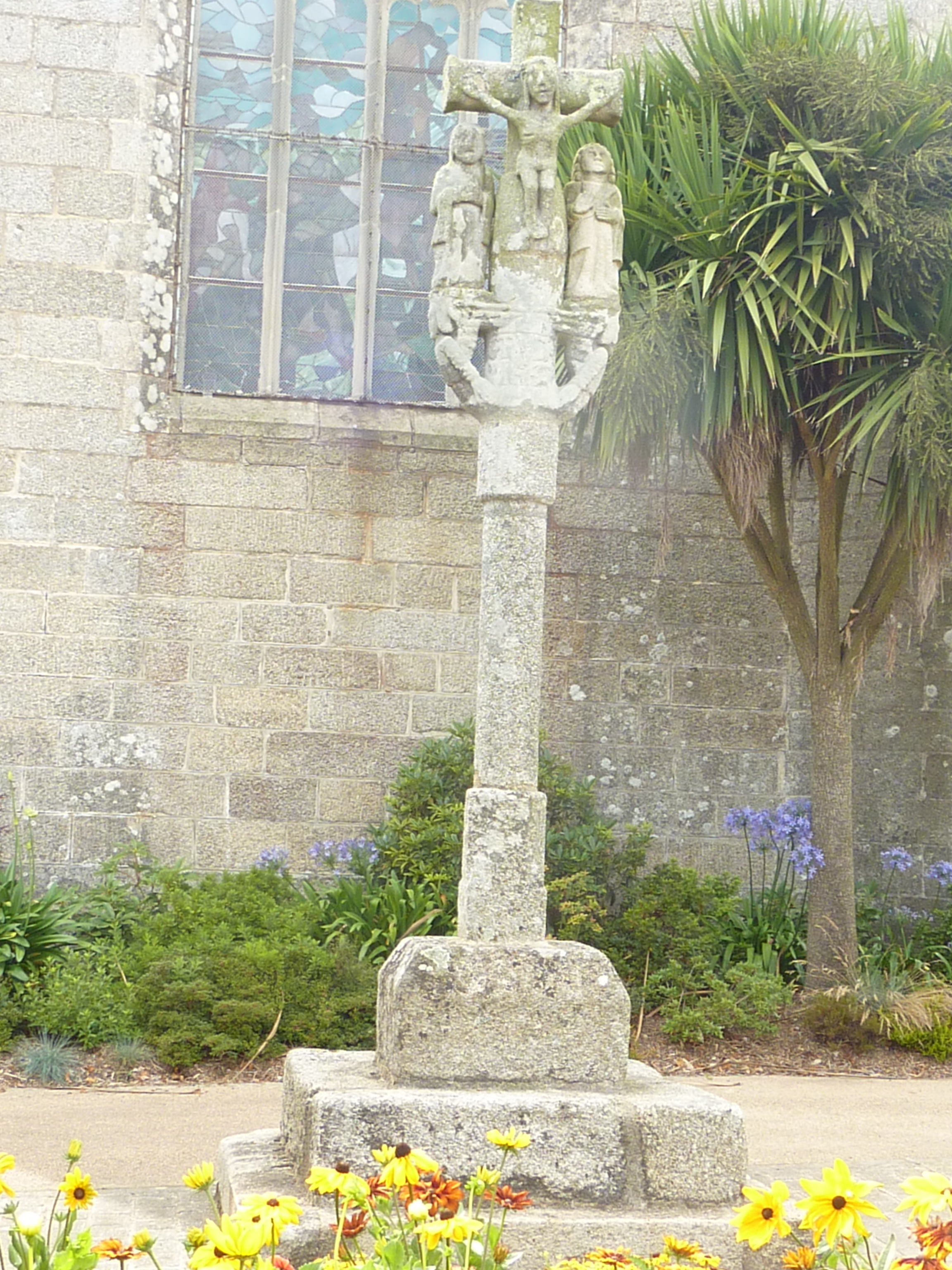
Le calvaire dans le placître.